# Carmen Franco, I duchessa di Franco
María del Carmen Franco y Polo, I duchessa di Franco, grande di Spagna, marchesa di Villaverde (Oviedo, 14 settembre 1926 – Madrid, 29 dicembre 2017), aristocratica spagnola, era l'unica figlia del Caudillo di Spagna, il dittatore Francisco Franco e di sua moglie Carmen Polo y Martínez-Valdés.

## Biografia
Carmen Franco nacque a Oviedo il 14 settembre 1926. Al battesimo ricevette i nomi di María del Carmen Ramona Felipa María de la Cruz. Detto sacramento le fu amministrato nella chiesa di San Juan el Real a Oviedo, la stessa dove i suoi genitori si sposarono. Nella sua infanzia e giovinezza era conosciuta con diversi soprannomi, come Nenuca, Carmelilla, Carmencita, Cotota e Morita.
Il 10 aprile 1950, nella cappella del Palazzo Reale di El Pardo a Madrid, si sposò con il chirurgo Cristóbal Martínez-Bordiú, X marchese di Villaverde, dalla quale ebbe sette figli, tutti nati nella stessa residenza. Martínez-Bordiú era un chirurgo di rilievo, e nel 1968 diresse la prima operazione di trapianto di cuore in Spagna.
Poco dopo la morte di suo padre nel 1975, re Juan Carlos la creò duchessa di Franco e Grande di Spagna nel suo pieno diritto, con il titolo onorifico di Doña e stemma di nuova creazione. Questo stemma è una variante dello stemma della famiglia de Andrade della Galizia, dal quale ella discende due volte dal ramo Pardo de Andrade, e ancora due volte dal VII Conte di Lemos e Sarria.
Il 12 luglio 1979 venne salvata con la madre e altre persone, tra cui parte della famiglia, dall'incendio scoppiato nell'Hotel Corona de Aragón di Saragozza, dove alloggiava per partecipare alla laurea militare di suo figlio José Cristóbal. Molti sospettarono che l'incendiò non fosse accidentale.
Visse a Madrid e fu presidente onoraria della Fondazione Nazionale Francisco Franco. Nel novembre del 2008 venne pubblicato il libro Franco, mi padre, una specie di biografia su suo padre, contenente anche testimonianze personali, scritta dagli storici Jesús Palacios e Stanley George Payne.
Il 19 ottobre del 2013 venne nominata dama del Corpo della Nobiltà del Principato delle Asturie.
Affetta da un carcinoma della vescica dall'estate precedente, per il quale non volle ricevere trattamenti, morì nella sua residenza nel quartiere Salamanca di Madrid il 29 dicembre 2017 all'età di 91 anni. Le esequie si tennero nella chiesa di San Francisco de Borja e furono presiedute dal cardinale Antonio Cañizares Llovera. Al termine del rito la sua salma fu cremata nel crematorio del cimitero de la Almudena e le ceneri sepolte nella tomba di famiglia nella cripta della cattedrale dell'Almudena a Madrid, insieme a quelle di suo marito, Cristóbal Martínez-Bordiú.

## Matrimonio e figli
Con il marito ebbe sette figli:
- María del Carmen Martínez-Bordiú y Franco (El Pardo, 26 febbraio 1951), sposò nel 1972 Alfonso, duca d'Angiò e Cadice, pretendente al trono di Francia, figlio dell'Infante Jaime di Spagna, duca d'Angiò e di Segovia e nipote di Alfonso XIII di Spagna, da cui ebbe due figli; nel 1984 sposò in seconde nozze l'arredatore franco-italiano Jean-Marie Rossi, da cui ebbe una figlia:
  - François di Borbone, duca di Borbone, delfino (Madrid, 22 novembre 1972 – Pamplona, 7 febbraio 1984)
  - Louis-Alphonse di Borbone (Madrid, 25 aprile 1974) duca d'Angiò e pretendente al trono di Francia ha sposato a La Romana il 6 novembre 2004 María Margarita Vargas, e ha una figlia.
  - María Cynthia Rossi (28 aprile 1985).
- María de la O "Mariola" Martínez-Bordiú y Franco (El Pardo, 19 novembre 1952), ha sposato a El Pardo il 14 marzo 1974 Rafael Ardid y Villoslada (1º febbraio 1947), e ha avuto tre figli:
  - Francisco de Borja Ardid y Martínez-Bordiú (Madrid, 20 dicembre 1975), ha sposato a Ciudad Real il 23 luglio 2005 María Ruíz y Vega
  - Jaime Rafael Ardid y Martínez-Bordiú (Madrid, 28 settembre 1976)
  - Francisco Javier Ardid y Martínez-Bordiú (Madrid, 7 aprile 1987)
- Francisco Franco y Martinez-Bordiú, II signore di Meirás, XI marchese di Villaverde e Grande di Spagna (9 dicembre 1954)
- María del Mar "Merry" Martínez-Bordiú y Franco (6 luglio 1956), ha sposato in prime nozze a Pazo de Meirás il 3 agosto 1977 e divorziata nel 1982, Joaquín José Giménez-Arnau y Puente (14 settembre 1943), da cui ha avuto una figlia; si è sposata per la seconda volta a New York il 4 agosto 1986, e divorziata nel 1991, Gregor Tamler, senza figli:
  - Leticia Giménez-Arnau y Martínez-Bordiú (25 gennaio 1979), ha sposato l'8 agosto 2008 Marcos Sagrera y Palomo;
- José Cristóbal Martínez-Bordiú y Franco (El Pardo, 10 febbraio 1958), sposato civilmente a New York il 23 novembre 1984 e religiosamente a Madrid il 27 ottobre 1990 con la modella Josefina Victoria Toledo y López (San José de Tirajana, Isole Canarie, 1963), e ha due figli:
  - Daniel Martínez-Bordiú y Toledo (Madrid, 11 giugno 1990)
  - Diego Martínez-Bordiú y Toledo (Madrid, 4 maggio 1998)
- María de Aránzazu "Arantxa" Martínez-Bordiú y Franco (16 settembre 1962), ha sposato a Pazo de Meirás il 27 luglio 1996 Claudio Quiraga y Ferro, senza figli;
- Jaime Felipe Martínez-Bordiú y Franco (8 luglio 1964), ha sposato a Madrid il 24 novembre 1995 Nuria March y Almela (luglio 1966), e ha avuto un figlio:
  - Jaime Martínez-Bordiú y March (Madrid, 13 novembre 1999)

## Opere
- Franco y Polo, Carmen. Franco, mi padre. La Esfera de los Libros, 2008. ISBN 978-84-9734-783-9.